# Nupe (Staat)

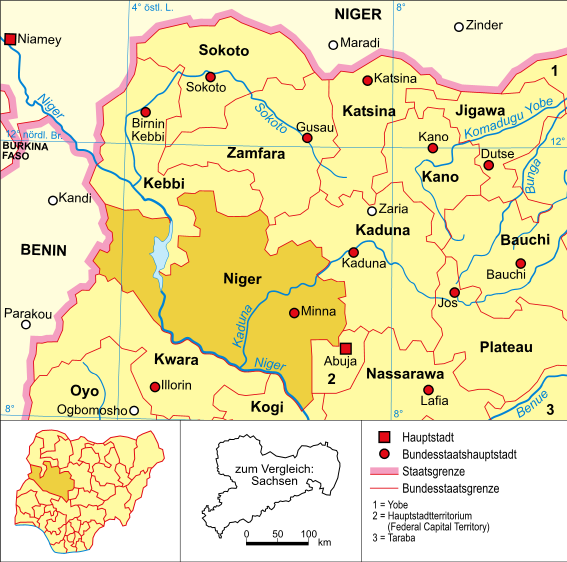
Heutiges Gebiet des ehemaligen Nupe

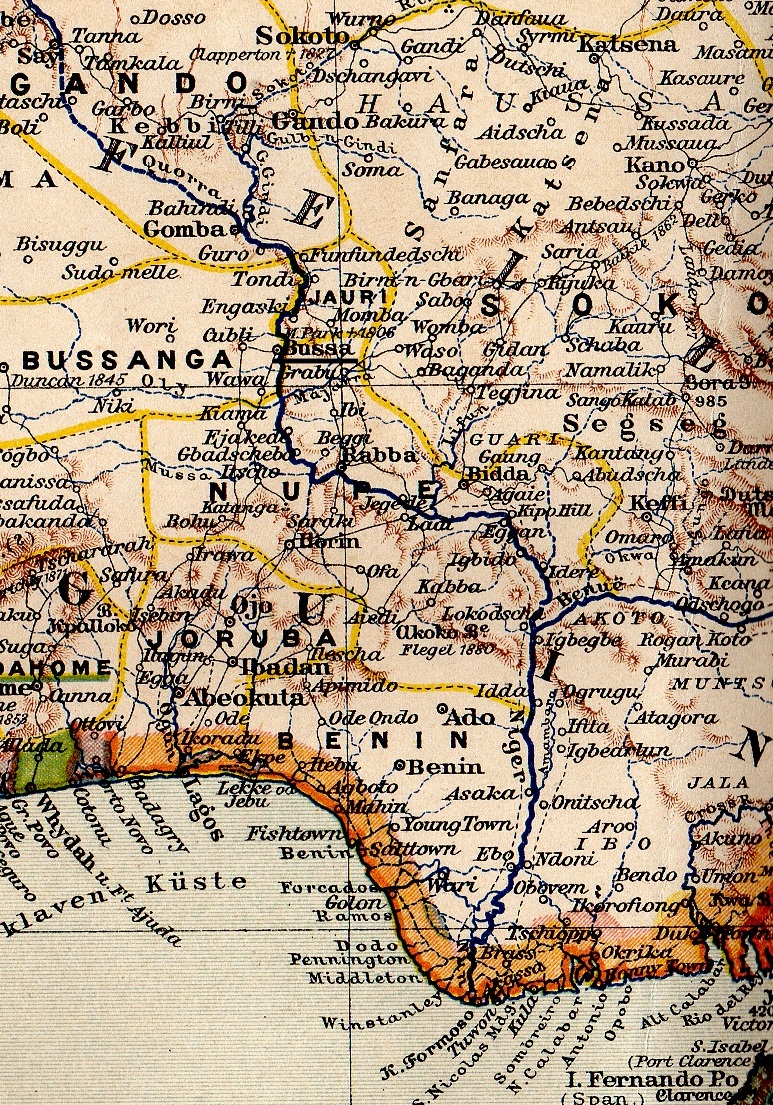
Nupe auf einer Karte von 1889 (Mitte)

Nupe (auch Nufe oder Nyfe) war ein einst dem Sultan von Gwandu tributäres Reich, am mittleren Niger, zwischen dem 8. und 10. nördlichen Breitengrad mit etwa 21.310 km². Die Amtssprache war das Nupe, eine nupoide Sprache.
Bewohnt wurde es von der Ethnie der Nupe, die angeblich um das 15. Jahrhundert aus Ägypten eingewandert waren. Die Nupe, deren Zahl auf etwa eine halbe Million geschätzt wird, sind in der Mehrzahl Muslime. Das ehemalige Siedlungsgebiet ist heute Staatsgebiet des westafrikanischen Staates Nigeria. Es entspricht in etwa dem Bundesstaat Niger in Nigeria mit einer Erweiterung nach Norden.

## Städte
Die ehemalige Hauptstadt Bida liegt in einer Ebene zwischen dem Niger und dem Kaduna, hat heute (1991) 111.000 Einwohner. Andere wichtige Städte sind Rabba und Saraki. Ebenfalls am Niger liegen Egan und Lokodscha. 

## Bibliographie
- Leo Frobenius: Und Afrika sprach. Berlin 1912 (engl. Übersetzung: The Voice of Africa). London 1913 Berlin 1912 (S. 363–444).
- Michael G. Mason: Foundations of the Bida Kingdom. (Ahmadu Bello University history series). Ahmadu Bello University Press, Zaria 1981 (Original von: University of California, Berkeley, Vereinigte Staaten). ISBN 9781250127.
- S. F. Nadel: A Black Byzantium: The Kingdom of Nupe in Nigeria. (dt. Übersetzung: „Ein Schwarzes Byzanz. Das Königreich der Nupe in Nigeria“), Monographie. London 1942.